# 淨力
如果一个力的作用效果和几个力所产生的作用效果相同时，这个力就是那几个力的合力（resultant force）。                    

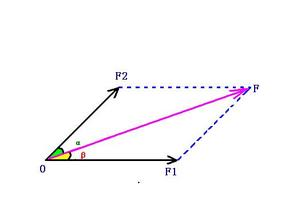

那几个力就是这个力的分力（component force）。
如右图，{\displaystyle F}是{\displaystyle F_{1}}和{\displaystyle F_{2}}的合力，{\displaystyle F_{1}}和{\displaystyle F_{2}}是{\displaystyle F}的分力。
它的另一种表述为：作用于同一物体上的多个力的向量和。所以，合力是矢量。

## 力的平衡
合力的定义表明，任意数目的力作用在一个物体上，它们的总作用，可用它们的合力代替。
在生活中，人们经常发现，物体即使在受到外力作用时也能保持静止或匀速直线运动状态，这似乎与牛顿第一定律相矛盾。可以运用合力来解释这一问题。因为，当几个力的合力使物体保持静止或匀速直线状态的时候。这几个力互称为平衡力。这个时候各个分力的作用效果互相抵消，从效果上来看，物体此时不受力。这样，就不与牛顿第一定律相矛盾了。

## 力的合成
求已知几个力的合力，称为力的合成。
作用于同一点上的力叫做共点力，以下讨论，都只在共点力的基础上进行。

### 平行四边形法则
平行四边形法则适用于两个互成角度的共点力上，可以通过以下实验证明：

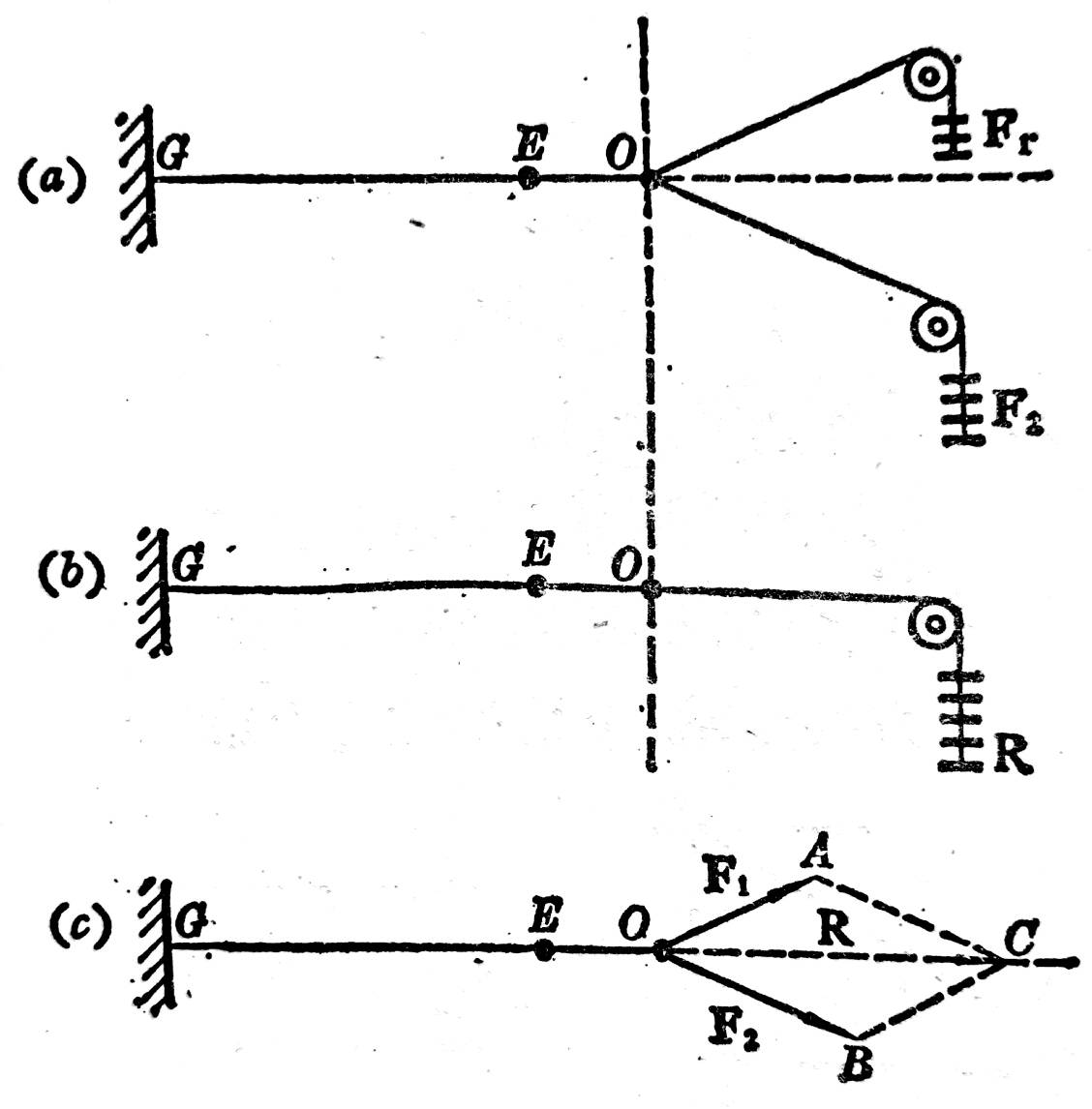

如图（a）、（b）橡皮带GE在力{\displaystyle F_{1}}和{\displaystyle F_{2}}的共同作用下伸长了OE，在力{\displaystyle R}的作用下，也伸长了OE。它们的作用效果相同，所以{\displaystyle F_{1}}、{\displaystyle F_{2}}的合力为{\displaystyle R}。在力{\displaystyle F_{1}}、{\displaystyle F_{2}}和{\displaystyle R}的方向上各做有向线段，并以一定的标度使{\displaystyle {\vec {OA}}}、{\displaystyle {\vec {OB}}}、{\displaystyle {\vec {OC}}}的长度分别表示这三个力的大小。连接{\displaystyle AC}和{\displaystyle BC}，可以证明四边形OABC是平行四边形，OC是它的对角线。
经过大量实验证明，两个互成角度的共点力，它们的合力的大小和方向，可以用表示这两个力的有向线段做邻边做画出的平行四边形的对角线来表示，这就是平行四边形法则。
两个以上的共点力合成时，也可以应用平行四边形法则求它们的合力。方法是先求出任意两个力的合力，再求出这个合力与第三个力的合力，这样继续下去，最后得出的就是这几个多力的合力。
根据平行四边形法则，在其他因素不改变的情况下，合力的大小与二力的夹角成反比。

### 力的合成的计算

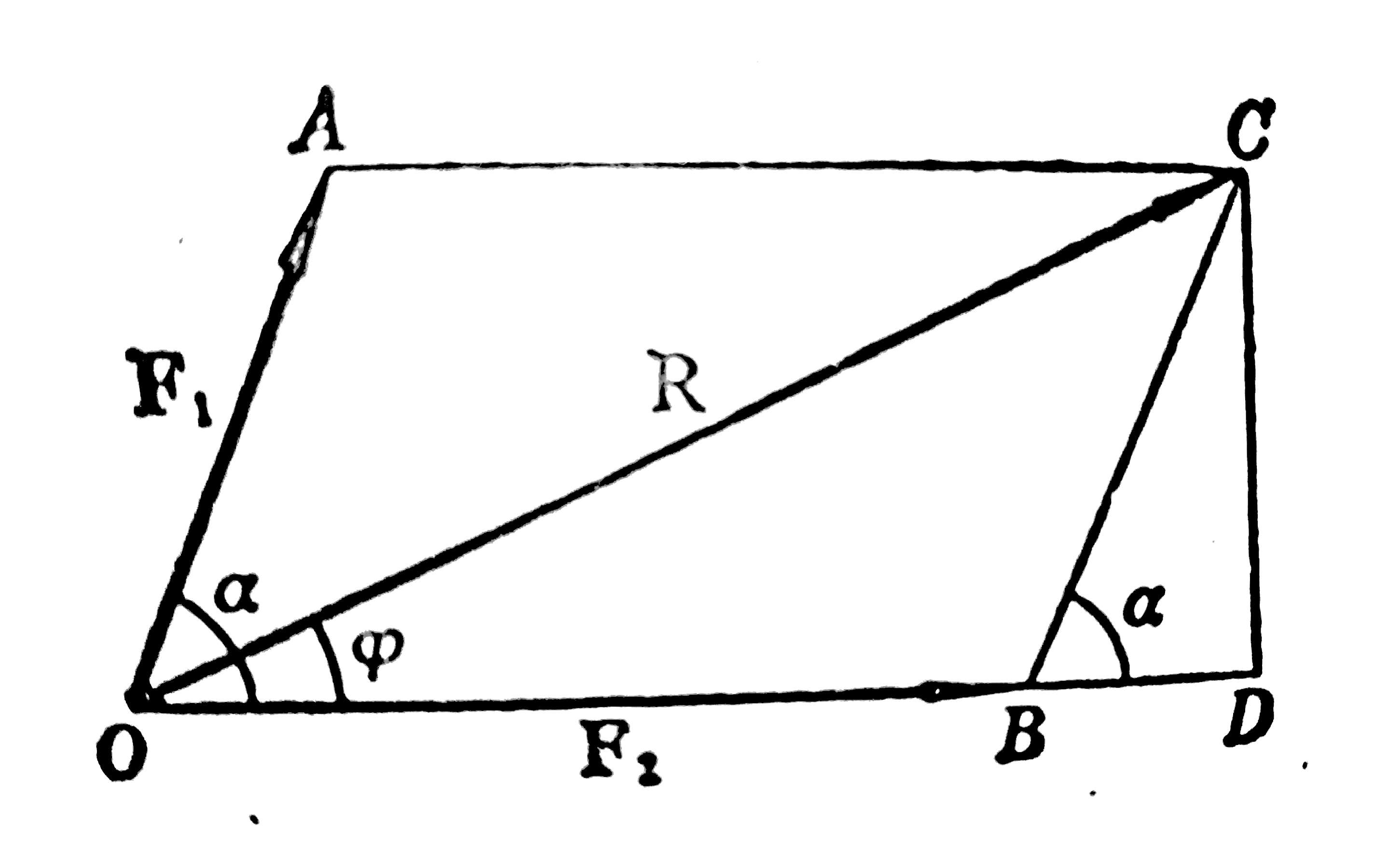
合力的計算方法

根据平行四边形法则，可以计算合力的具体大小和方向。
在{\displaystyle \bigtriangleup OBC}中，通过余弦定理，可得：
{\displaystyle OC^{2}=BC^{2}+OB^{2}-2BC\cdot OB\cos {\bigl (}180^{\circ }-\alpha {\bigr )}}
{\displaystyle \because BC=F_{1},OB=F_{2},OC=R}
{\displaystyle \therefore R^{2}=F_{1}^{2}+F_{2}^{2}-2F_{1}F_{2}\cos {\bigl (}180^{\circ }-\alpha {\bigr )}}
{\displaystyle \therefore R={\sqrt {F_{1}^{2}+F_{2}^{2}+2F_{1}F_{2}\cos a}}}
合力的方向可以用力{\displaystyle R}跟{\displaystyle F_{2}}的夹角{\displaystyle \varphi }表示出来。由{\displaystyle Rt\vartriangle ODC}可以求{\displaystyle \varphi }的大小
{\displaystyle \tan \varphi ={\frac {CD}{OD}}={\frac {CD}{OB+BD}}={\frac {F_{1}\sin \alpha }{F_{2}+F_{1}\cos \alpha }}}
以上两式，就是计算合力的大小与方向的公式。